# Mare de Déu de Solers
La Mare de Déu de Solers és un santuari del municipi noguerenc de Tiurana, al Segre Mitjà, inclòs en l'Inventari del Patrimoni Arquitectònic de Catalunya.

## Descripció
L'ermita de Nostra Senyora de Solers es troba al nord del nucli de Solés de Tiurana, el principal nucli habitat del municipi i seu de l'ajuntament.
Es tracta d'un edifici de planta rectangular, de factura barroca, encara que la primera referència documental és del segle xi. Consisteix en una església d'una sola nau, coberta amb volta de canó de perfil semicircular, amb campanar d'espadanya sobre la façana d'accés a llevant i capçalera de planta quadrada, lleugerament esbiaixada respecte l'eix de la nau i coronada a l'interior amb una cúpula sobre petxines. Està feta amb aparell de carreus desbastats de mides diverses i carreus més regulars a la base i a les cantonades. A la façana nord hi té un contrafort atalussat que fa tota la llargària de la nau. A la façana sud hi té adossada l'antiga casa de l'ermità, edifici restaurat que actualment és la seu de l'ajuntament del municipi. Les teulades són a doble vessant i amb el carener longitudinal tant a la nau com a la capçalera, més alta que la nau. Els ràfecs de totes dues teulades es disposen en tres nivells de maó i teula.
La façana principal, a ponent, conté l'únic accés, una porta d'arc de mig punt de dovelles. A sobre hi ha un rosetó emmarcat amb dovelles amb motllura mixta còncava i convexa. La façana és rematada amb un campanar d'espadanya sobre el capcer, de dos ulls d'arc de mig punt i coronada amb un frontó de perfil curvilini i regust barroc.
A l'interior, la nau, amb la seva volta i les parets llises, està arrebossada amb calç i profusament decorada amb pintures barroques. La nau s'obre directament a la capçalera, de planta quadrada, amb quatre pilastres als angles que assoleixen l'alçada de la cornisa motllurada a l'estil clàssic, amb cimaci, corona i dentells a sota. Les pilastres sostenen quatre petxines sobre les que recolza una cúpula rebaixada amb un òcul cec al centre. Tots els elements es troben decorats i destaca en el mur de llevant, la petxina motllurada i policromada sobre la figura de la Mare de Déu col·locada a la lleixa de l'única finestra, d'arc rebaixat.

## Història
La primera referència documental d'aquesta església data de finals del segle xi. L'any 1088, Bernat, la seva dona Trinlo, Guillem i Mir van vendre als esposos Arnau i Adelaida un sagrer que havien heretat dels seus pares al comtat d'Urgell, al terme de la Clua, al lloc dit Santa Maria de Solers, pel preu de tres sous. D'això es dedueix que el lloc de Solers era al terme del castell de la Clua, i que al voltant de l'església de Santa Maria s'havia constituït una sagrera o petit nucli habitat, ja desaparegut.
Sembla que l'edifici antic fou substituït per l'edifici actual al segle xvii, el qual s'amplià en els segles posteriors. Al vessant oest hi ha el cementiri, tancat a ponent per la façana barroca de Sant Pere. A l'edifici annex hi residia l'ermità. S'hi va residir fins al 1950 i després de la seva restauració el 1982 és la seu de l'ajuntament de Tiurana.
La imatge original de la Mare de Déu era una talla de fusta policromada del segle xvi, que fou cremada l'estiu del 1936. La imatge actual és una escultura de guix policromat d'estil neoclàssic que va ser reentronitzada l'any 1940. Abans es pujava a l'ermita el 8 de setembre, dia de "les marededéus trobades”, però actualment la trobada es fa el primer diumenge de setembre.